# 楊圻
楊圻（1875年—1941年），初名朝慶，更名鑒瑩，又更名圻，字雲史，一字野王，江蘇常熟人，清末民初詩人。楊圻與汪榮寶、何震彝、翁之潤都是當時在北京享負盛名的學者，因而合稱「江南四公子」。

## 生平
楊圻十八歲娶了李鴻章孫女、李经方长女李國香（又名李道清）為妻。两人的女儿杨全荫（字芬若）是毕倚虹第一任妻子:498。婚后七年後，妻子國香病逝。楊圻續娶漕運總督徐文達之女徐檀，字霞客。二十一歲以諸生錄為詹事府主簿，後又為戶部郎中。1902年（光緒二十八年），應順天鄉試中了南元，名噪一時。曾與表兄曾樸同入同文館研習法語，後出任駐新加坡領事。
民國時期，楊圻在南洋營橡膠種植業失敗後返回中國，入吳佩孚幕府出任悉書長，為吳所倚重。抗戰爆發後，逃至香港，1941年（民國三十年）於香港逝世。

## 家族
楊圻出身名門，祖父楊沂孫，字詠春，清道光癸卯順天舉人，鳳陽知府；父親楊崇伊曾上疏訐告譚嗣同欲兵圍頤和園，是戊戌黨人的死敵。

## 藝術特徵
楊圻在1926年（民國十五年）刊行《江山萬里樓詩詞鈔》時，將其詩歌分為四集：《少年集》（1894年─1906年，清光緒二十年─光緒三十二年）、《壯年集》（1907年─1917年，光緒三十三年─民國六年）、《中年集》（1917年秋─1922年，民國六年秋─民國十一年）及《強年集》（1924年─1926年，民國十三年─民國十五年），1923年（民國十二年）詩缺如。
另外，根據楊圻的人生經歷，以及詩風所發生的變化，又可按其詩歌創作分為五個階段：京居時期（1897年─1907年，光緒二十三年─光緒三十三年）、南洋時期（1908年─1914年，光緒三十四年─民國三年）、家居時期（1915年─1919年，民國四年─民國八年）、軍幕時期（1920年─1926年，民國九年─民國十五年）及賦閑時期（1927年─1941年，民國十六年─民國三十年）。京居時期，這時期的詩歌表現出楊圻不羈的才情，是典型之作。楊圻保留下來的詩歌不算很多，可能是他對早年詩歌不滿而加以大量刪削。

## 學術成就
時人有謂「雲史（楊圻）詩如少陵（杜甫）」。